# Второпесьяново
Второпесья́ново (рос. Второпесьяново) — село у складі Ішимського району Тюменської області, Росія.
Населення — 422 особи (2010, 578 у 2002).
Національний склад станом на 2002 рік:
- росіяни — 98 %